# Dress / Jeg kender en pige
Dress / Jeg kender en pige er en dansk kortfilm fra 2004 med instruktion og manuskript af Nadia Josefine El Said.

## Handling
En historie om en pige der gerne vil være smuk. Hun får en kjole af sin mor, men det er ikke den hun ønskede sig. Hun prøver at sige noget, men moderen hører ikke efter.